# Macrosiphum pallens
Macrosiphum pallens är en insektsart som beskrevs av Hottes och Theodore Henry Frison 1931. Macrosiphum pallens ingår i släktet Macrosiphum och familjen långrörsbladlöss. Inga underarter finns listade i Catalogue of Life.